# Los Gigantes, Mexiko
Los Gigantes är en ort i Mexiko.   Den ligger i kommunen Zinapécuaro och delstaten Michoacán de Ocampo, i den södra delen av landet, 170 km väster om huvudstaden Mexico City. Los Gigantes ligger 2 470 meter över havet och antalet invånare är 121.
Terrängen runt Los Gigantes är huvudsakligen kuperad, men den allra närmaste omgivningen är platt. Runt Los Gigantes är det ganska tätbefolkat, med 93 invånare per kvadratkilometer. Närmaste större samhälle är Acámbaro, 17,9 km norr om Los Gigantes. I omgivningarna runt Los Gigantes växer huvudsakligen savannskog.